# Paul Hauet
Paul Hauet, né le 22 juin 1866 et mort au camp de concentration de Neuengamme le 3 janvier 1945, est un militaire et un résistant français.

## Biographie

### L'artillerie coloniale
Sorti de l'École polytechnique, Paul Hauet choisit l'artillerie coloniale. Pendant la campagne du Soudan (1898), il se lie d'amitié avec un autre artilleur colonial polytechnicien, Maurice Dutheil de La Rochère. Pendant la Grande Guerre, il commande un régiment d'artillerie. Ayant pris sa retraite, il crée une association d'aide aux soldats coloniaux, l’UNCC (Union nationale des combattants coloniaux).

### La Résistance
Aux débuts de l'occupation allemande, Paul Hauet se sert de son association pour abriter une filière d'évasion destinée aux prisonniers de guerre. Son activité s'élargit ensuite à la collecte d'informations sur l'armée allemande, sur les mouvements des troupes et sur les camps de prisonniers. Depuis le 20 juin 1940, il est en relations avec Germaine Tillion.
Par l'intermédiaire de Germaine Tillion, Paul Hauet est en contact avec le groupe de Boris Vildé. Par l'intermédiaire de son vieil ami La Rochère, avec les cercles de La Vérité française. L'UNCC s'occupe notamment d'organiser des passages en zone libre, de collecter des renseignements militaires et de diffuser des tracts appelant à poursuivre le combat.
Après l'arrestation des principaux militants du musée de l'Homme, début 1941, l'organisation dérivée de l'UNCC fait partie des cercles qui reprennent les activités du réseau jusqu'au 5 juillet 1941, date à laquelle Paul Hauet est arrêté. Disculpé par La Rochère qui prend tout sur lui, il est relâché sous surveillance. Le relais est pris par Germaine Tillion. Non repérée, la filière d'évasion poursuit son travail jusqu'à la Libération.
Réarrêté le 15 janvier 1944, Paul Hauet est déporté le 28 juillet suivant. Il meurt au camp de Neuengamme.
Après la guerre, Germaine Tillion donne à l'ensemble UNCC - musée de l'Homme le nom de Groupe Hauet-Vildé, puis finalement celui de Groupe du musée de l'Homme sous lequel il est homologué.

## Distinctions
- Officier de la Légion d'honneur (4 mai 1916)[4]
- Médaille de la Résistance française avec rosette à titre posthume (31 mars 1947)[5]